# Giro de Italia 1926
La 14.ª edición del Giro de Italia se disputó entre el 15 de mayo y el 6 de junio de 1926, con un recorrido de 12 etapas y 3429 km, que el vencedor completó a una velocidad media de 25,113 km/h. La carrera comenzó y terminó en Milán.
Tomaron la salida 203 participantes, todos italianos, de los cuales 40 llegaron a la meta final. 
Alfredo Binda, a causa de una caída durante la primera etapa que le hizo perder una importante cantidad de tiempo, se vio relegado a tareas de ayuda con Giovanni Brunero. Costante Girardengo, líder hasta entonces, se vio obligado a abandonar durante el transcurso de la 7ª etapa, lo cual dejó el Giro de Italia en bandeja a Brunero, vencedor a la postre de la carrera. Binda fue 2º y Bresciani, 3º. Brunero se convirtió así en el primer ciclista en ganar tres veces el Giro de Italia.

## Etapas
| Etapa      | Fecha     | Recorrido          | Distancia (km) | Ganador             | Líder               |
| ---------- | --------- | ------------------ | -------------- | ------------------- | ------------------- |
| 1.ª etapa  | 15 de may | Milán – Turín      | 275            | Domenico Piemontesi | Domenico Piemontesi |
| 2.ª etapa  | 17 de may | Turín – Génova     | 250,5          | Domenico Piemontesi | Domenico Piemontesi |
| 3.ª etapa  | 19 de may | Génova – Florencia | 312            | Alfredo Binda       | Domenico Piemontesi |
| 4.ª etapa  | 21 de may | Florencia – Roma   | 287,2          | Costante Girardengo | Costante Girardengo |
| 5.ª etapa  | 23 de may | Roma – Nápoles     | 232,1          | Costante Girardengo | Costante Girardengo |
| 6.ª etapa  | 25 de may | Nápoles – Foggia   | 262,9          | Alfredo Binda       | Costante Girardengo |
| 7.ª etapa  | 27 de may | Foggia – Sulmona   | 250,8          | Alfredo Binda       | Giovanni Brunero    |
| 8.ª etapa  | 29 de may | Sulmona – Terni    | 266,5          | Giovanni Brunero    | Giovanni Brunero    |
| 9.ª etapa  | 31 de may | Terni – Bolonia    | 357,8          | Alfredo Binda       | Giovanni Brunero    |
| 10.ª etapa | 2 de jun  | Bolonia – Udine    | 355,2          | Pierino Bestetti    | Giovanni Brunero    |
| 11.ª etapa | 4 de jun  | Udine – Verona     | 291,7          | Alfredo Binda       | Giovanni Brunero    |
| 12.ª etapa | 6 de jun  | Verona – Milán     | 288            | Alfredo Binda       | Giovanni Brunero    |
| Total      | Total     | Total              | 3429,7         |                     |                     |

## Clasificaciones

### Clasificación general
| Clasificación general |                    |            |                   |
| Ciclista              | Ciclista           | Equipo     | Tiempo            |
| --------------------- | ------------------ | ---------- | ----------------- |
| 1.º                   | Giovanni Brunero   | Legnano    | 137 h 55 min 59 s |
| 2.º                   | Alfredo Binda      | Legnano    | + 15 min 28 s     |
| 3.º                   | Arturo Bresciani   | Olympia    | + 54 min 41 s     |
| 4.º                   | Ermanno Vallazza   | Legnano    | + 1 h 11 min 38 s |
| 5.º                   | Giuseppe Enrici    | Automoto   | + 1 h 15 min 57 s |
| 6.º                   | Pietro Bestetti    | Wolsit     | + 1 h 26 min 00 s |
| 7.º                   | Gianbattista Gilli | Olympia    | + 2 h 02 min 52 s |
| 8.º                   | Angelo Gremo       | Météore    | + 3 h 16 min 58 s |
| 9.º                   | Michele Robotti    | Berrettini | + 3 h 41 min 39 s |
| 10.º                  | Ezio Cortesia      | Ganna      | + 3 h 59 min 18 s |

### Clasificación por equipos
| Clasificación por equipos |         |        |
| Equipo                    | Equipo  | Tiempo |
| ------------------------- | ------- | ------ |
| 1.º                       | Legnano | -      |